# La llama eterna
La llama eterna è il primo album in studio del gruppo power metal spagnolo Avalanch, pubblicato nel 1997.
La sua distribuzione, inizialmente ristretta alla Spagna, nel 1998 venne estesa a tutta l'Europa con il titolo in inglese Eternal Flame.

## Tracce
1. La llama eterna – 5:08
2. El mundo perdido – 6:29
3. El despertar – 1:17
4. Vicio letal – 4:52
5. Esclavo de la ira – 5:35
6. Avalon, la morada del Rey Arturo – 1:12
7. Excalibur – 6:22
8. Sigue así – 4:43
9. Rainbow Warrior – 5:58
10. Juego cruel – 6:05
11. La taberna – 3:30
12. Avalanch – 12:33
13. El cierre de la taberna – 2:01